# Luciano Pavarotti/Diskografie
Diese Diskografie ist eine Übersicht über die musikalischen Werke des italienischen Opernsängers (Tenor) Luciano Pavarotti. Den Quellenangaben zufolge hat er bisher mehr als 100 Millionen Tonträger verkauft. Seine erfolgreichste Veröffentlichung ist das Gemeinschaftsalbum The Three Tenors in Concert mit über 8,6 Millionen verkauften Einheiten.

## Alben

### Studioalben
| Jahr | Titel                                                         | Höchstplatzierung, Gesamtwochen, AuszeichnungChartplatzierungen (Jahr, Titel, Platzierungen, Wochen, Auszeichnungen, Anmerkungen) | Höchstplatzierung, Gesamtwochen, AuszeichnungChartplatzierungen (Jahr, Titel, Platzierungen, Wochen, Auszeichnungen, Anmerkungen) | Höchstplatzierung, Gesamtwochen, AuszeichnungChartplatzierungen (Jahr, Titel, Platzierungen, Wochen, Auszeichnungen, Anmerkungen) | Höchstplatzierung, Gesamtwochen, AuszeichnungChartplatzierungen (Jahr, Titel, Platzierungen, Wochen, Auszeichnungen, Anmerkungen) | Höchstplatzierung, Gesamtwochen, AuszeichnungChartplatzierungen (Jahr, Titel, Platzierungen, Wochen, Auszeichnungen, Anmerkungen) | Höchstplatzierung, Gesamtwochen, AuszeichnungChartplatzierungen (Jahr, Titel, Platzierungen, Wochen, Auszeichnungen, Anmerkungen) | Anmerkungen |
| Jahr | Titel                                                         | DE | AT | CH | UK | US | IT | Anmerkungen |
| ---- | ------------------------------------------------------------- | --- | --- | --- | --- | --- | --- | --- |
| 1976 | O Holy Night auch bekannt als: Weihnachten – O Heilige Nacht  | DE28 (2 Wo.)DE | — | — | — | US— PlatinUS | — | Erstveröffentlichung: 1976 Charteinstieg DE: 1990 |
| 1979 | O Sole Mio                                                    | — | — | — | — | US77 Gold · (21 Wo.)US | — | Erstveröffentlichung: 1979 Verkäufe: + 500.000 |
| 1980 | Greatest Hits                                                 | — | — | — | UK95 Gold · (1 Wo.)UK | US85 (26 Wo.)US | — | Erstveröffentlichung: Mai 1982 Verkäufe: + 310.000 |
| 1982 | Luciano                                                       | — | — | — | — | US141 (7 Wo.)US | — | Erstveröffentlichung: 1982 |
| 1982 | Yes, Giorgio                                                  | — | — | — | — | US158 (3 Wo.)US | — | Erstveröffentlichung: Oktober 1982 |
| 1984 | Mamma                                                         | — | — | — | UK96 (1 Wo.)UK | US103 (14 Wo.)US | — | Erstveröffentlichung: Juni 1984 |
| 1986 | The Collection                                                | — | — | — | UK12 Platin · (34 Wo.)UK | — | — | Erstveröffentlichung: Juli 1986 Verkäufe: + 300.000 |
| 1988 | The New Collection – Live!                                    | — | — | — | UK63 (8 Wo.)UK | — | — | Erstveröffentlichung: Juli 1988 |
| 1990 | The Essential                                                 | — | — | — | UK1 ×3Dreifachplatin · (72 Wo.)UK                                                                                                 | — | — | Erstveröffentlichung: März 1990 Verkäufe: + 980.000 |
| 1991 | Essential II                                                  | — | — | — | UK1 Platin · (28 Wo.)UK | — | — | Erstveröffentlichung: Juli 1991 Verkäufe: + 310.000 |
| 1991 | Songbook                                                      | — | AT33 (4 Wo.)AT | — | — | US173 (1 Wo.)US | — | Erstveröffentlichung: 1991 |
| 1992 | In The Park                                                   | — | — | — | UK19 (7 Wo.)UK | — | — | Erstveröffentlichung: Februar 1992 |
| 1992 | Christmas Favourites…                                         | — | — | — | — | US127 (4 Wo.)US | — | Erstveröffentlichung: 1992 mit Plácido Domingo, Josep Carreras (Metha und Levine)                                                                         |
| 1993 | Ti Amo Puccinis Greatest Love Songs                           | — | — | — | UK23 (4 Wo.)UK | — | — | Erstveröffentlichung: März 1993 |
| 1994 | My Hearts Delight auch bekannt als: Dein ist mein ganzes Herz | — | — | — | UK44 (5 Wo.)UK | — | — | Erstveröffentlichung: November 1994 |
| 1995 | The Greatest Album Ever                                       | — | — | — | UK86 (1 Wo.)UK | US150 (1 Wo.)US | — | Erstveröffentlichung: Mai 1995 |
| 1996 | Christmas In Vienna – Best Of                                 | DE60 (3 Wo.)DE | AT37 (4 Wo.)AT | — | — | — | — | Erstveröffentlichung: November 1996 mit Helmut Lotti, Patricia Kaas, Vanessa Williams, Charlotte Church, Sarah Brightman, José Carreras & Plácido Domingo |
| 1996 | Classic Christmas Album Weihnachts-Gala der Weltstars         | DE48 (3 Wo.)DE | — | — | — | — | — | Erstveröffentlichung: Dezember 1996 mit Kiri Te Kanawa & Plácido Domingo                                                                                  |
| 1997 | Sanctus: Das Konzert Für Die Seele                            | DE39 (1 Wo.)DE | — | — | — | — | — | Erstveröffentlichung: März 1997 mit Andrea Bocelli & Plácido Domingo                                                                                      |
| 1997 | The Ultimate Collection / Hits & More                         | DE62 (5 Wo.)DE | AT8 (14 Wo.)AT | — | UK8 Gold · (18 Wo.)UK | — | — | Erstveröffentlichung: Oktober 1997 mit Cecilia Bartoli, Frank Sinatra & Andrea Bocelli                                                                    |
| 1999 | Love Songs                                                    | — | — | — | UK26 Silber · (9 Wo.)UK | — | — | Erstveröffentlichung: Juni 1999 Verkäufe: + 60.000 |
| 2001 | Amore                                                         | — | AT26 (5 Wo.)AT | — | UK41 (3 Wo.)UK | — | — | Erstveröffentlichung: Juli 2001 |
| 2003 | Ti adoro                                                      | DE49 (5 Wo.)DE | AT45 (6 Wo.)AT | — | UK21 Gold · (9 Wo.)UK | US135 (2 Wo.)US | IT51 (2 Wo.)IT | Erstveröffentlichung: September 2003 Verkäufe: + 100.000                                                                                                  |
| 2005 | The Best (Farewell Tour)                                      | DE47 (5 Wo.)DE | AT14 (26 Wo.)AT | CH79 (2 Wo.)CH | — | US76 (1 Wo.)US | IT91 (1 Wo.)IT | Erstveröffentlichung: 18. April 2005 |
| 2006 | Gold                                                          | — | — | — | — | — | IT32 (9 Wo.)IT | Erstveröffentlichung: 22. Mai 2006 |
| 2007 | Forever                                                       | DE7 Gold · (24 Wo.)DE | AT3 Gold · (19 Wo.)AT | CH12 Gold · (17 Wo.)CH | — | US137 (6 Wo.)US | IT4 (47 Wo.)IT | Erstveröffentlichung: 7. September 2007 Verkäufe: + 566.000                                                                                               |
| 2008 | Nessun Dorma Puccinis Greatest Arias                          | DE80 (2 Wo.)DE | — | — | — | — | — | Erstveröffentlichung: Juli 2008 |
| 2008 | The Duets                                                     | DE55 (7 Wo.)DE | AT20 (16 Wo.)AT | CH83 (3 Wo.)CH | UK10 Silber · (7 Wo.)UK | US153 (2 Wo.)US | IT25 (12 Wo.)IT | Erstveröffentlichung: September 2008 Verkäufe: + 63.000                                                                                                   |
| 2010 | 75th Birthday: Limited Edition                                | — | — | — | — | US76 (1 Wo.)US | — | Erstveröffentlichung: 2010 |
| 2011 | Buongiorno a te                                               | — | — | — | — | — | IT27 (8 Wo.)IT | Erstveröffentlichung: 15. November 2011 |
| 2013 | The 50 Greatest Tracks                                        | DE58 (2 Wo.)DE | AT57 (3 Wo.)AT | — | UK20 (7 Wo.)UK | — | — | Erstveröffentlichung: September 2013 |
| 2016 | Christmas With Pavarotti                                      | — | AT48 (1 Wo.)AT | — | — | — | — | Erstveröffentlichung: November 2016 |

grau schraffiert: keine Chartdaten aus diesem Jahr verfügbar
Weitere Studioalben
- 1971: Primo Tenore
- 1982: Galakonzert in der Royal-Albert-Hall
- 1983: Mattinata
- 1985: Passione
- 1985: Alla Mia Città / In Concert (UK: Gold)
- 1987: Volare (mit Henry Mancini)
- 1988: Pavarotti at Carnegie Hall
- 1990: Caruso
- 1990: Tutto Pavarotti
- 1991: Pavarotti In Holland
- 1991: Pavarotti in Hyde Park
- 1991: Arien
- 1994: A Night At The Opera
- 1994: My Heart’s Delight
- 1994: A Night In Central Park
- 1995: Pavarotti Plus
- 1997: Pavarotti in de Amsterdam Arena
- 1997: Sublime
- 2001: Live Recital
- 2001: The Pavarotti Edition
- 2005: O Holy Night 2005
- 2010: Bravo
- 2014: Classic Duets

### Gemeinschaftsalben

#### Pavarotti & Friends
| Jahr | Titel                               | Höchstplatzierung, Gesamtwochen, AuszeichnungChartplatzierungen (Jahr, Titel, Platzierungen, Wochen, Auszeichnungen, Anmerkungen) | Höchstplatzierung, Gesamtwochen, AuszeichnungChartplatzierungen (Jahr, Titel, Platzierungen, Wochen, Auszeichnungen, Anmerkungen) | Höchstplatzierung, Gesamtwochen, AuszeichnungChartplatzierungen (Jahr, Titel, Platzierungen, Wochen, Auszeichnungen, Anmerkungen) | Höchstplatzierung, Gesamtwochen, AuszeichnungChartplatzierungen (Jahr, Titel, Platzierungen, Wochen, Auszeichnungen, Anmerkungen) | Höchstplatzierung, Gesamtwochen, AuszeichnungChartplatzierungen (Jahr, Titel, Platzierungen, Wochen, Auszeichnungen, Anmerkungen) | Höchstplatzierung, Gesamtwochen, AuszeichnungChartplatzierungen (Jahr, Titel, Platzierungen, Wochen, Auszeichnungen, Anmerkungen) | Anmerkungen                                             |
| Jahr | Titel                               | DE | AT | CH | UK | US | IT | Anmerkungen                                             |
| ---- | ----------------------------------- | --- | --- | --- | --- | --- | --- | ------------------------------------------------------- |
| 1993 | International Charity Gala Concert  | — | — | CH35 (4 Wo.)CH | — | — | — | Erstveröffentlichung: März 1993                         |
| 1995 | Pavarotti & Friends 2               | DE16 (15 Wo.)DE | — | CH6 (13 Wo.)CH | — | — | — | Erstveröffentlichung: Mai 1995 Verkäufe: + 300.000      |
| 1996 | Together For The Children Of Bosnia | DE7 (21 Wo.)DE | AT5 (16 Wo.)AT | CH7 (9 Wo.)CH | UK11 (8 Wo.)UK | — | — | Erstveröffentlichung: März 1996 Verkäufe: + 250.000     |
| 1996 | For War Child                       | DE14 Gold · (14 Wo.)DE | AT8 (16 Wo.)AT | CH14 Gold · (14 Wo.)CH | UK45 Silber · (5 Wo.)UK | — | — | Erstveröffentlichung: November 1996 Verkäufe: + 510.000 |
| 1998 | For The Children Of Liberia         | DE12 (11 Wo.)DE | AT18 (11 Wo.)AT | CH18 (12 Wo.)CH | — | — | — | Erstveröffentlichung: Oktober 1998 Verkäufe: + 150.000  |
| 1999 | For Guatemala And Kosovo            | DE23 (14 Wo.)DE | AT6 (14 Wo.)AT | CH39 (5 Wo.)CH | — | — | — | Erstveröffentlichung: September 1999                    |
| 2000 | For Cambodia And Tibet              | DE20 (6 Wo.)DE | AT12 (7 Wo.)AT | CH32 (7 Wo.)CH | — | — | IT33 (3 Wo.)IT | Erstveröffentlichung: September 2000                    |

#### Die drei Tenöre
| Jahr | Titel                           | Höchstplatzierung, Gesamtwochen, AuszeichnungChartplatzierungen (Jahr, Titel, Platzierungen, Wochen, Auszeichnungen, Anmerkungen) | Höchstplatzierung, Gesamtwochen, AuszeichnungChartplatzierungen (Jahr, Titel, Platzierungen, Wochen, Auszeichnungen, Anmerkungen) | Höchstplatzierung, Gesamtwochen, AuszeichnungChartplatzierungen (Jahr, Titel, Platzierungen, Wochen, Auszeichnungen, Anmerkungen) | Höchstplatzierung, Gesamtwochen, AuszeichnungChartplatzierungen (Jahr, Titel, Platzierungen, Wochen, Auszeichnungen, Anmerkungen) | Höchstplatzierung, Gesamtwochen, AuszeichnungChartplatzierungen (Jahr, Titel, Platzierungen, Wochen, Auszeichnungen, Anmerkungen) | Höchstplatzierung, Gesamtwochen, AuszeichnungChartplatzierungen (Jahr, Titel, Platzierungen, Wochen, Auszeichnungen, Anmerkungen) | Anmerkungen                                                                                               |
| Jahr | Titel                           | DE | AT | CH | UK | US | IT | Anmerkungen                                                                                               |
| ---- | ------------------------------- | --- | --- | --- | --- | --- | --- | --- |
| 1990 | In Concert                      | DE3 Platin · (102 Wo.)DE | AT2 ×2Doppelplatin · (23 Wo.)AT                                                                                                   | CH10 Gold · (16 Wo.)CH | UK1 ×5Fünffachplatin · (82 Wo.)UK                                                                                                 | US35 ×3Dreifachplatin · (100 Wo.)US                                                                                               | IT49 (4 Wo.)IT | Erstveröffentlichung: August 1990 Verkäufe: + 8.670.000; mit José Carreras, Plácido Domingo & Zubin Mehta |
| 1994 | In Concert 1994                 | DE2 (48 Wo.)DE | AT1 ×2Doppelplatin · (22 Wo.)AT                                                                                                   | CH3 Platin · (22 Wo.)CH | UK1 ×2Doppelplatin · (28 Wo.)UK                                                                                                   | US4 Platin · (33 Wo.)US | — | Erstveröffentlichung: August 1994 Verkäufe: + 4.345.000; mit José Carreras, Plácido Domingo & Zubin Mehta |
| 1998 | Paris 1998                      | DE3 (18 Wo.)DE | AT8 Gold · (16 Wo.)AT | CH10 Gold · (10 Wo.)CH | UK14 Silber · (9 Wo.)UK | US83 Gold · (10 Wo.)US | — | Erstveröffentlichung: August 1998 Verkäufe: + 710.000; mit José Carreras, Plácido Domingo & James Levine  |
| 2000 | Christmas / Weihnachten         | DE9 Gold · (5 Wo.)DE | AT3 (6 Wo.)AT | CH11 (4 Wo.)CH | UK57 Silber · (2 Wo.)UK | US54 (8 Wo.)US | IT77 (2 Wo.)IT | Erstveröffentlichung: November 2000 Verkäufe: + 550.000; mit José Carreras & Plácido Domingo              |
| 2002 | Best Of                         | — | AT37 (6 Wo.)AT | — | UK86 Gold · (1 Wo.)UK | — | — | Erstveröffentlichung: Mai 2002 Verkäufe: + 100.000; mit José Carreras & Plácido Domingo                   |
| 2017 | Christmas with The Three Tenors | — | AT66 (1 Wo.)AT | — | — | — | — | Erstveröffentlichung: Oktober 2017 mit José Carreras & Plácido Domingo                                    |

### Gesamtaufnahmen (Opern und geistliche Musik)
| Jahr | Titel                   | Komponist               | Musikverlag         | Format |
| ---- | ----------------------- | ----------------------- | ------------------- | ------ |
| 1969 | Der Rosenkavalier       | Richard Strauss         | Decca               | CD     |
| 1971 | Stabat Mater            | Gioacchino Rossini      | Decca               | CD     |
| 1971 | Rigoletto               | Giuseppe Verdi          | Decca               | CD     |
| 1973 | La Bohème               | Giacomo Puccini         | Decca               | CD     |
| 1974 | Madama Butterfly        | Giacomo Puccini         | Decca               | CD     |
| 1978 | Cavalleria rusticana    | Pietro Mascagni         | Decca               | CD     |
| 1978 | La favorita             | Gaetano Donizetti       | Decca               | CD     |
| 1980 | Requiem                 | Gaetano Donizetti       | Decca               | CD     |
| 1980 | Gugliemo Tell           | Gioacchino Rossini      | Decca               | CD     |
| 1981 | La traviata             | Giuseppe Verdi          | Decca               | CD     |
| 1985 | Mefistofele             | Arrigo Boito            | Decca               | CD     |
| 1988 | Norma                   | Vincenzo Bellini        | Decca               | CD     |
| 1989 | Aida                    | Giuseppe Verdi          | Decca               | CD     |
| 1990 | Maria Stuarda           | Gaetano Donizetti       | Decca               | CD     |
| 1990 | L’elisir d’amore        | Gaetano Donizetti       | Deutsche Grammophon | CD     |
| 1991 | Luisa Miller            | Giuseppe Verdi          | Decca               | CD     |
| 1991 | Otello                  | Giuseppe Verdi          | Decca               | CD     |
| 1991 | Un ballo in maschera    | Giuseppe Verdi          | Decca               | CD     |
| 1991 | La sonnambula           | Vincenzo Bellini        | Decca               | CD     |
| 1991 | Andrea Chénier          | Umberto Giordano        | Decca               | CD     |
| 1991 | I puritani              | Vincenzo Bellini        | Decca               | CD     |
| 1991 | La fille du régiment    | Gaetano Donizetti       | Decca               | CD     |
| 1991 | Madama Butterfly        | Giacomo Puccini         | Decca               | CD     |
| 1991 | Tosca                   | Giacomo Puccini         | Decca               | CD     |
| 1991 | Turandot                | Giacomo Puccini         | Decca               | CD     |
| 1991 | Lucia di Lammermoor     | Gaetano Donizetti       | Decca               | CD     |
| 1991 | Der Rosenkavalier       | Richard Strauss         | Decca               | CD     |
| 1992 | Beatrice di Tenda       | Vincenzo Bellini        | Decca               | CD     |
| 1992 | La traviata (Auszüge)   | Giuseppe Verdi          | Deutsche Grammophon | CD     |
| 1993 | Pagliacci               | Ruggiero Leoncavallo    | Philips             | CD     |
| 1993 | Manon Lescaut           | Giacomo Puccini         | Decca               | CD     |
| 1994 | Macbeth                 | Giuseppe Verdi          | Decca               | CD     |
| 1994 | Don Carlo               | Giuseppe Verdi          | EMI                 | CD     |
| 1995 | Il trovatore            | Giuseppe Verdi          | Decca               | CD     |
| 1997 | I Lombardi              | Giuseppe Verdi          | Decca               | CD     |
| 1998 | Petite Messe solennelle | Gioacchino Rossini      | Decca               | CD     |
| 1998 | Il trovatore            | Giuseppe Verdi          | Decca               | CD     |
| 1998 | Un ballo in maschera    | Giuseppe Verdi          | Decca               | CD     |
| 2005 | La Gioconda             | Amilcare Ponchielli     | Decca               | CD     |
| 2005 | Ernani                  | Giuseppe Verdi          | Decca               | CD     |
| 2005 | Mefistofele             | Arrigo Boito            | Decca               | CD     |
| 2006 | Idomeneo                | Wolfgang Amadeus Mozart | Decca               | CD     |
| 2006 | Guglielmo Tell          | Gioacchino Rossini      | Decca               | CD     |
| 2006 | L’elisir d’amore        | Gaetano Donizetti       | Decca               | CD     |
| 2007 | Il trovatore            | Giuseppe Verdi          | Decca               | CD     |

## Singles
| Jahr | Titel Album                            | Höchstplatzierung, Gesamtwochen, AuszeichnungChartplatzierungen (Jahr, Titel, Album, Platzierungen, Wochen, Auszeichnungen, Anmerkungen) | Höchstplatzierung, Gesamtwochen, AuszeichnungChartplatzierungen (Jahr, Titel, Album, Platzierungen, Wochen, Auszeichnungen, Anmerkungen) | Höchstplatzierung, Gesamtwochen, AuszeichnungChartplatzierungen (Jahr, Titel, Album, Platzierungen, Wochen, Auszeichnungen, Anmerkungen) | Höchstplatzierung, Gesamtwochen, AuszeichnungChartplatzierungen (Jahr, Titel, Album, Platzierungen, Wochen, Auszeichnungen, Anmerkungen) | Höchstplatzierung, Gesamtwochen, AuszeichnungChartplatzierungen (Jahr, Titel, Album, Platzierungen, Wochen, Auszeichnungen, Anmerkungen) | Höchstplatzierung, Gesamtwochen, AuszeichnungChartplatzierungen (Jahr, Titel, Album, Platzierungen, Wochen, Auszeichnungen, Anmerkungen) | Anmerkungen                                                                   |
| Jahr | Titel Album                            | DE | AT | CH | UK | US | IT | Anmerkungen                                                                   |
| ---- | -------------------------------------- | --- | --- | --- | --- | --- | --- | ----------------------------------------------------------------------------- |
| 1979 | ’O sole mio –                          | — | — | — | — | — | — | Erstveröffentlichung: 1979 B-Seite: Come Back To Sorrento (Torna a surriento) |
| 1989 | Pavarotti Sings Caruso –               | — | — | — | — | — | — | Erstveröffentlichung: 1989                                                    |
| 1990 | Nessun dorma The Essential             | DE60 (13 Wo.)DE | — | CH32 (4 Wo.)CH | UK2 Gold · (16 Wo.)UK | — | — | Erstveröffentlichung: Juni 1990                                               |
| 1992 | Miserere                               | — | — | CH22 (2 Wo.)CH | UK15 (5 Wo.)UK | — | — | Erstveröffentlichung: 24. Oktober 1992, mit Zucchero                          |
| 1994 | Libiamo / La donna è mobile In Concert | — | — | — | UK21 (5 Wo.)UK | — | — | Erstveröffentlichung: Juli 1994 mit José Carreras & Plácido Domingo           |
| 1995 | Miss Sarajevo Original Soundtracks 1   | DE11 (17 Wo.)DE | AT22 (10 Wo.)AT | CH10 (13 Wo.)CH | UK6 (15 Wo.)UK | — | — | Erstveröffentlichung: November 1995 mit U2 & Brian Eno als Passengers         |
| 1996 | Live Like Horses The Big Picture       | — | AT35 (1 Wo.)AT | — | UK9 (11 Wo.)UK | — | — | Erstveröffentlichung: 11. November 1996, mit Elton John                       |
| 1998 | You’ll Never Walk Alone Paris 1998     | DE46 (4 Wo.)DE | — | CH28 (2 Wo.)CH | UK35 (9 Wo.)UK | — | — | Erstveröffentlichung: Juli 1998 mit José Carreras & Plácido Domingo           |
| 2011 | Buongiorno a te                        | — | — | — | — | — | IT6 (1 Wo.)IT | Erstveröffentlichung: November 2011                                           |

## Videoalben
| Jahr | Titel     | Höchstplatzierung, Gesamtwochen, AuszeichnungChartplatzierungen (Jahr, Titel, Platzierungen, Wochen, Auszeichnungen, Anmerkungen) | Höchstplatzierung, Gesamtwochen, AuszeichnungChartplatzierungen (Jahr, Titel, Platzierungen, Wochen, Auszeichnungen, Anmerkungen) | Höchstplatzierung, Gesamtwochen, AuszeichnungChartplatzierungen (Jahr, Titel, Platzierungen, Wochen, Auszeichnungen, Anmerkungen) | Höchstplatzierung, Gesamtwochen, AuszeichnungChartplatzierungen (Jahr, Titel, Platzierungen, Wochen, Auszeichnungen, Anmerkungen) | Höchstplatzierung, Gesamtwochen, AuszeichnungChartplatzierungen (Jahr, Titel, Platzierungen, Wochen, Auszeichnungen, Anmerkungen) | Höchstplatzierung, Gesamtwochen, AuszeichnungChartplatzierungen (Jahr, Titel, Platzierungen, Wochen, Auszeichnungen, Anmerkungen) | Anmerkungen                        |
| Jahr | Titel     | DE | AT | CH | UK | US | IT | Anmerkungen                        |
| ---- | --------- | --- | --- | --- | --- | --- | --- | ---------------------------------- |
| 2019 | Pavarotti | — | — | — | UK1 (45 Wo.)UK | — | — | Erstveröffentlichung: 7. Juni 2019 |

## Statistik

### Chartauswertung
|                     | DE     | AT     | CH     | UK     | US     | IT    |
| ------------------- | ------ | ------ | ------ | ------ | ------ | ----- |
| Nummer-eins-Alben   | DE—DE  | AT1AT  | CH—CH  | UK4UK  | US—US  | IT—IT |
| Top-10-Alben        | DE6DE  | AT9AT  | CH5CH  | UK6UK  | US1US  | IT1IT |
| Alben in den Charts | DE21DE | AT21AT | CH14CH | UK23UK | US17US | IT9IT |

|                       | DE    | AT    | CH    | UK    | US    | IT    |
| --------------------- | ----- | ----- | ----- | ----- | ----- | ----- |
| Nummer-eins-Singles   | DE—DE | AT—AT | CH—CH | UK—UK | US—US | IT—IT |
| Top-10-Singles        | DE—DE | AT—AT | CH1CH | UK3UK | US—US | IT1IT |
| Singles in den Charts | DE3DE | AT2AT | CH4CH | UK6UK | US—US | IT1IT |

|                          | DE    | AT    | CH    | UK    | US    | IT    |
| ------------------------ | ----- | ----- | ----- | ----- | ----- | ----- |
| Nummer-eins-Videoalben   | DE—DE | AT—AT | CH—CH | UK1UK | US—US | IT—IT |
| Top-10-Videoalben        | DE—DE | AT—AT | CH—CH | UK1UK | US—US | IT—IT |
| Videoalben in den Charts | DE—DE | AT—AT | CH—CH | UK1UK | US—US | IT—IT |

### Auszeichnungen für Musikverkäufe
| Land/RegionAuszeichnungen für Musikverkäufe (Land/Region, Auszeichnungen, Verkäufe, Quellen) | Silber     | Gold       | Platin         | Verkäufe    | Quellen                                                     |
| -------------------------------------------------------------------------------------------- | ---------- | ---------- | -------------- | ----------- | ----------------------------------------------------------- |
| Argentinien (CAPIF)                                                                          | —          | —          | 6× Platin6     | 152.000     | capif.org.ar (Memento vom 31. Mai 2011 im Internet Archive) |
| Australien (ARIA)                                                                            | —          | 4× Gold4   | 8× Platin8     | 617.500     | aria.com.au                                                 |
| Belgien (BRMA)                                                                               | —          | Gold1      | 2× Platin2     | 115.000     | ultratop.be                                                 |
| Brasilien (PMB)                                                                              | —          | Gold1      | Platin1        | 45.000      | pro-musicabr.org.br                                         |
| Dänemark (IFPI)                                                                              | —          | Gold1      | —              | 15.000      | Einzelnachweise                                             |
| Deutschland (BVMI)                                                                           | —          | 5× Gold5   | 3× Platin3     | 2.150.000   | musikindustrie.de                                           |
| Europa (IFPI)                                                                                | —          | —          | 3× Platin3     | (3.000.000) | ifpi.org (Memento vom 1. Januar 2014 im Internet Archive)   |
| Finnland (IFPI)                                                                              | —          | Gold1      | —              | 28.684      | ifpi.fi                                                     |
| Frankreich (SNEP)                                                                            | —          | 8× Gold8   | 4× Platin4     | 1.340.000   | infodisc.fr snepmusique.com                                 |
| Irland (IRMA)                                                                                | —          | —          | Platin1        | 15.000      | irishcharts.ie                                              |
| Italien (FIMI)                                                                               | —          | 3× Gold3   | Platin1        | 165.000     | fimi.it                                                     |
| Kanada (MC)                                                                                  | —          | 5× Gold5   | 15× Platin15   | 1.390.000   | musiccanada.com                                             |
| Mexiko (AMPROFON)                                                                            | —          | Gold1      | —              | 100.000     | Einzelnachweise                                             |
| Neuseeland (RMNZ)                                                                            | —          | 2× Gold2   | 5× Platin5     | 80.000      | aotearoamusiccharts.co.nz                                   |
| Niederlande (NVPI)                                                                           | —          | 6× Gold6   | 25× Platin25   | 2.790.000   | nvpi.nl                                                     |
| Norwegen (IFPI)                                                                              | —          | 2× Gold2   | Platin1        | 100.000     | ifpi.no (Memento vom 5. November 2012 im Internet Archive)  |
| Österreich (IFPI)                                                                            | —          | 4× Gold4   | 4× Platin4     | 290.000     | ifpi.at                                                     |
| Polen (ZPAV)                                                                                 | —          | 2× Gold2   | 6× Platin6     | 530.000     | olis.pl                                                     |
| Portugal (AFP)                                                                               | —          | 2× Gold2   | —              | 30.000      | Einzelnachweise                                             |
| Schweden (IFPI)                                                                              | —          | Gold1      | Platin1        | 120.000     | sverigetopplistan.se                                        |
| Schweiz (IFPI)                                                                               | —          | 6× Gold6   | Platin1        | 165.000     | hitparade.ch                                                |
| Spanien (Promusicae)                                                                         | —          | 5× Gold5   | 29× Platin29   | 3.060.000   | promusicae.es ES2ES3 ES4 ES5                                |
| Ungarn (MAHASZ)                                                                              | —          | Gold1      | Platin1        | 9.000       | slagerlistak.hu                                             |
| Vereinigte Staaten (RIAA)                                                                    | —          | 4× Gold4   | 15× Platin15   | 8.550.000   | riaa.com                                                    |
| Vereinigtes Königreich (BPI)                                                                 | 8× Silber8 | 8× Gold8   | 15× Platin15   | 5.195.000   | bpi.co.uk                                                   |
| Insgesamt                                                                                    | 8× Silber8 | 73× Gold73 | 147× Platin147 |             |                                                             |